# Odettea laosensis
Odettea laosensis (лат.) — вид златок из подсемейства Polycestinae (триба Acmaeoderini).

## Описание
Тело широкое, сильно сплющенное (бока надкрылий параллельносторонние), покрыто широкими чешуйками; окраска диморфная. Основание переднеспинки бисинуальное, со срединной лопастью; «кремальера» не развита, отмечена только по краю; диск с крупной продольной срединной впадиной и 3 базальными ямками. Щитик крупный. Субгуморальные доли надкрылий широкие, но короткие, частично открывают заднюю часть мепистерны; надкрылья полностью скрывают бока брюшка дорсально; латеральный край с одинаковыми крупными зубцами по всей длине; края швов зазубрены; шов открыт по всей длине, симметричный. Встречаются в Юго-восточной Азии: Лаос.

## Систематика
Единственный вид рода Odettea.
- род Odettea Baudon, 1966
  - вид Odettea laosensis Baudon, 1966